# Thibault Damour

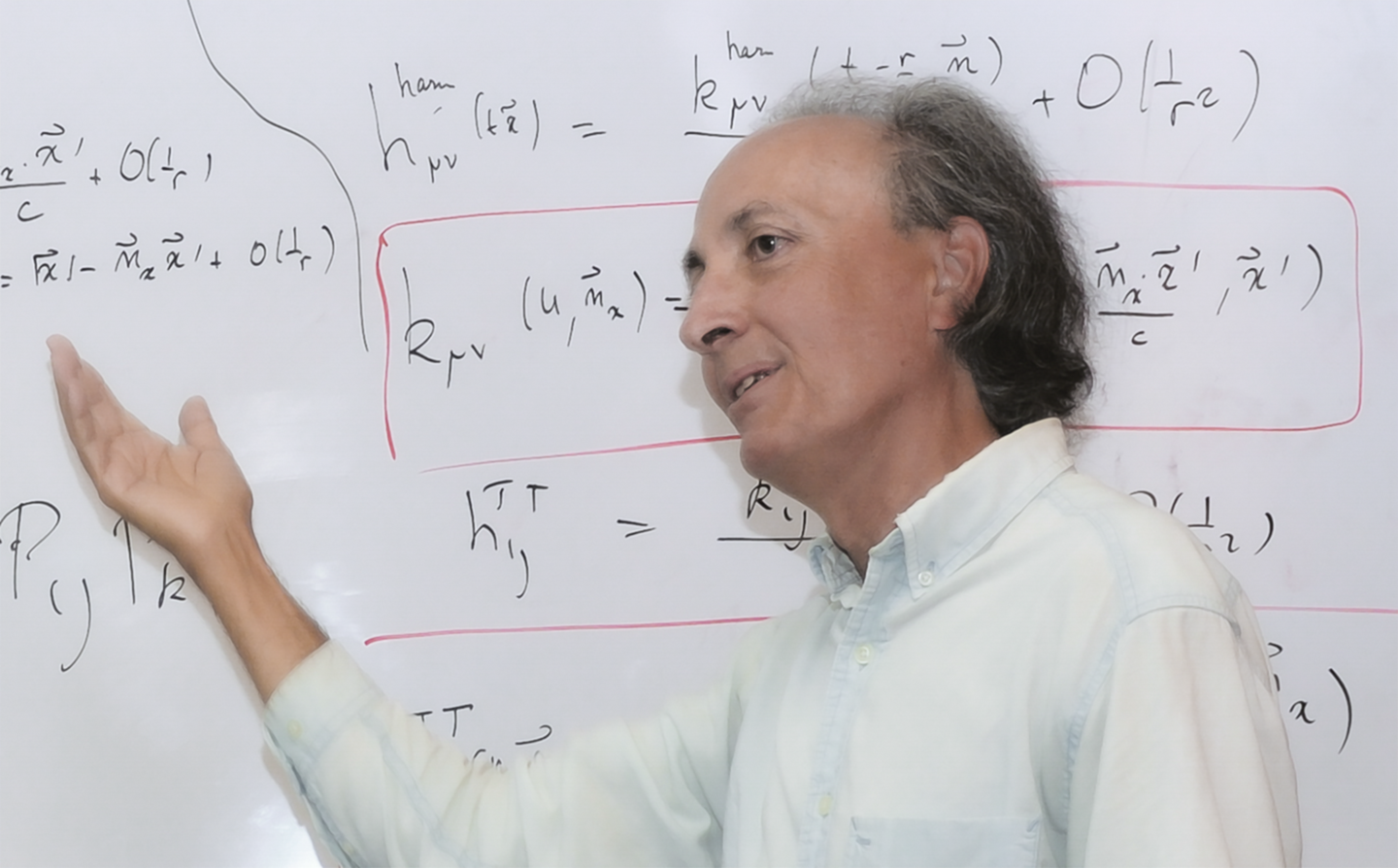
Thibault Damour

Thibault Damour (* 7. Februar 1951 in Lyon) ist ein französischer theoretischer Physiker, der sich mit Allgemeiner Relativitätstheorie, Astrophysik und Stringtheorie beschäftigt.

## Leben
Damour studierte 1970 bis 1974 an der École normale supérieure, mit einem Abschluss als Diplom-Physiker 1974 an der Universität Paris VI (Diplomarbeit über die Theorie der Renormierung in der Quantenfeldtheorie). Gleichzeitig war er 1973/4 am Institut Henri Poincaré in Paris und 1974 bis 1976 an der Princeton University (als ESA Fellow). 1979 promovierte er an der Universität Pierre und Marie Curie (Universität Paris VI.) über die Theorie Schwarzer Löcher. 1977 bis 1981 war er als Wissenschaftler des CNRS an der Gruppe für theoretische Astrophysik am Observatorium in Meudon. Er blieb auch bis 1992 weiter beim CNRS, seit 1989 als permanenter Professor am IHES in Bures-sur-Yvette bei Paris.
Damour beschäftigte sich u. a. mit der theoretischen Analyse von Tests zur Allgemeinen Relativitätstheorie (AR), u. a. als Leiter des Theorie-Teams beim Satelliten-Experiment Satellite Test of the Equivalence Principle (STEP) des Äquivalenzprinzips 1991 bis 1996. Er war auch Mitglied der Beratungsgremien für Grundlagenforschung bei der ESA und der französischen Raumfahrtbehörde.
Er untersuchte z. B. das Zweikörperproblem in der AR mit Abstrahlung von Gravitationswellen, wichtig im ersten Nachweis dieser Wellen in Doppelsternsystemen mit Pulsaren. Mit Alessandra Buonanno entwickelte er 1999 den Effective One Body Formalism für die analytische Lösung Schwarzer Löcher auf dem Weg zur Verschmelzung. Dies war später genau der Fall einer Quelle, an der Gravitationswellen im Ligo-Projekt 2015 erstmals direkt beobachtet wurden. Außerdem beschäftigte er sich mit kosmologischen Aspekten der Stringtheorie. Mit Bernard Julia, Hermann Nicolai und Marc Henneaux zeigte er, dass das Verschwinden des chaotischen Verhaltens der BKL-Singularitäten (nach Jewgeni Lifschitz, Wladimir Alexejewitsch Belinski, Issaak Chalatnikow) in der Allgemeinen Relativitätstheorie (mit Verallgemeinerung in Kaluza-Klein-Theorien aus effektiven Stringtheorien) in mehr als 10 Raum-Zeit-Dimensionen mit der Nicht-Existenz hyperbolischer Kac-Moody-Algebren in diesen höheren Dimensionen zusammenhängt, die für das oszillierende chaotische Verhalten verantwortlich sind.

## Preise und Mitgliedschaften
- 1980 Bronzemedaille des CNRS
- 1984 Paul-Langevin-Preis der französischen physikalischen Gesellschaft
- 1990 Prix Mergier-Bourdeix der Academie des Sciences
- 1994 Erster Preis der Gravity Research Foundation
- 1996 Albert-Einstein-Medaille
- 2005 Cecil F. Powell Memorial Medal der European Physical Society
- 2010 Amaldi-Medaille
- 2017 Médaille d’or du CNRS
- 2017 Wissensbuch des Jahres für Das Geheimnis der Quantenwelt (zusammen mit Mathieu Burniat)
- 2021 Dirac-Medaille des ICTP
- 2021 Balzan-Preis für Gravitation: physikalische und astrophysikalische Aspekte (gemeinsam mit Alessandra Buonanno)[4]

Seit 1994 ist er korrespondierendes und seit 1999 volles Mitglied der Académie des Sciences in Paris. 2010 wurde er als ordentliches Mitglied in die Academia Europaea aufgenommen. 2016 wurde er zum Mitglied der American Academy of Arts and Sciences gewählt.

## Öffentliche wissenschaftliche Kontroverse mit Jean-Pierre Petit
Im Januar 2019 veröffentlichte Damour auf seiner IHES-Seite eine ausführliche 7-seitige Darstellung seiner Kritik der Feldgleichungen des Jean-Pierre Petits kosmologischem Janus-Modells. Die Kontroverse setzte sich mit einer Antwort Petits vom März 2019 und einer Reaktion Damours fort.

## Verweise
1. ↑  Who's Who in France 2014. Qui est qui en France. Dictionaire biographique. Vol. 45. Levallois-Perret 2013, S. 658
2. ↑  Erschienen als Damour „Mechanical, electrodynamical and thermodynamical properties of black holes“, in C. Edwards (Herausgeber) „Gravitational Radiation, collapsed objects and exact solutions“, Springer, Lecture Notes in Physics, Bd. 124, 1980
3. ↑  Thibault Damour, Introductory lectures on the Effective One Body formalism, Int. J. Mod. Phys. A, Band 23, 2008, S. 1130–1148
4. ↑  Alessandra Buonanno und Thibault Damour. Fondazione Internazionale Premio Balzan, abgerufen am 16. September 2023.
5. ↑  Mitgliederverzeichnis: Thibault Damour. Academia Europaea, abgerufen am 1. September 2017 (englisch).
6. ↑  American Academy of Arts and Sciences: Newly Elected Fellows. In: amacad.org. Abgerufen am 22. April 2016.
7. ↑  Sur le “modèle Janus” de J. P. Petit. (pdf) 4. Januar 2019, abgerufen am 27. April 2025 (französisch).
8. ↑  En annexe à la vidéo Janus 27du 6 mars 2019. (pdf) 6. März 2019, abgerufen am 27. April 2025 (französisch).
9. ↑  T. Damour: Incohérence Physique et Mathématique du “modèle Janus-2019” de J. P. Petit et coll. (pdf) 12. Dezember 2022, abgerufen am 27. April 2025 (französisch).

| Personendaten    | Personendaten                        |
| ---------------- | ------------------------------------ |
| NAME             | Damour, Thibault                     |
| KURZBESCHREIBUNG | französischer theoretischer Physiker |
| GEBURTSDATUM     | 7. Februar 1951                      |
| GEBURTSORT       | Lyon                                 |